# 특수위안시설협회

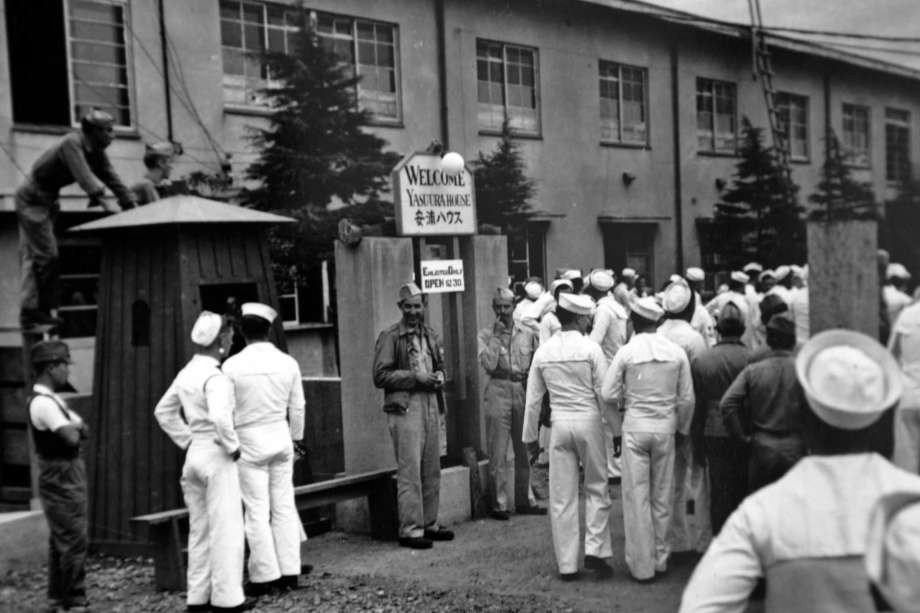
1945~1946년 동안 운영된 요코스카의 주일미군을 위한 위안소

특수위안시설협회(特殊慰安施設協會, 일본어: 特殊慰安施設協会, 영어: Recreation and Amusement Association, RAA)는 제2차 세계 대전 후 연합군 점령 일본 정부에 의해 만들어진 미군 위안부가 있었던 도쿄에 설치된 위안소이다.
일본 본토의 민간인들은 연합국 점령군 병력이 일본 여성들을 강간할 가능성을 두려워했다. 일본 정부에서는 일본인들을 보호하기 위해 특수위안시설협회를 설립했다. 연합군 점령 당국의 허가를 받아, 점령군 30만 병력을 대상으로 한 위안소가 설치되었다. 경험이 있는 여성들의 특수 업무를 통해, 일반 여성들 및 소녀들을 보호하는 방파제를 만드는 전략이었다. 존 다우어에 따르면, 일본 정부에서 위안소를 설치할 때 대략 의도했던 대로, 특수위안시설협회가 존재함에도 "점령군의 규모에 비해 강간 발생률은 상대적으로 낮게 유지되었다".:130
일본 정부 차원에서 애국심이 투철한 일본 여성들에게 자신을 희생해 다른 일본 여성들의 정조를 지키는 것을 목적으로 하는 미군 위안부를 모집했으며 이에 도쿄에서만 여성 1,360명이 몰렸고, 이후 위안소는 30여 곳으로 확대되었다. 미군 위안부 중에는 하룻밤에 미군 47명을 상대한 여성도 있었다. 미군의 상대를 한 일본 여성은 사무직도 포함하면 55,000명에 달했다.
하지만, 군인들 사이에서 성병이 급증하자, 더글러스 맥아더는 1946년 초 위안소를 폐쇄했다. 1월 21일 맥아더는 연합군 최고사령부 지령 제642호(SCAPIN 642)를 선포해 "민주주의의 이상에 위배되는" 위안소 허가를 중단했다. SCAPIN 642는 특수위안시설협회의 운영을 중지시켰지만, 개인의 "자발적 성매매"에는 영향을 주지 않았다. 결국 연합군 최고사령부에서는 1946년 3월 25일 모든 위안 시설에 연합군 인력의 출입을 금지하는 것으로 대응했다. 위안소 폐쇄 이후, 강간 발생률은 거의 여덟 배 증가했다; 다우어는 "한 추계에 의하면 특수위안시설협회가 운영되는 동안에는 일본 여성에 대한 강간과 성폭행이 일 40회 정도였지만, 1946년 초에 운영이 중지된 이후에는 일평균 330회로 증가했다"고 밝혔다. 11월에는 일본 정부에서 성매매가 가능한 지정 구역인 아카센(赤線)을 도입했다.

## 같이 보기
- 일본의 성매매
  - 요시와라
  - 판판
- 일본의 전쟁 범죄
  - 일본군 성노예(종군 위안부)
- 미군 위안부
- 일본의 성산업
  - 일본의 포르노그래피
  - 일본의 어덜트비디오 역사
  - 핑크 영화
- 마리아 루즈호 사건(영어판)
- 일본인 묘지(일본어판)
- 쟈파유키상(일본어판)
- 필리핀펍(일본어판)
- 자피노
- 라샤멘(일본어판)
- 메시모리온나(일본어판)
- 나비 부인
- 요바이
- 유곽